# Nombre pentagonal centré
Ne doit pas être confondu avec Nombre pentagonal.
En mathématiques, un nombre pentagonal centré est un nombre figuré polygonal centré qui peut être représenté par un pentagone régulier ayant un point placé en son centre et tous ses autres points disposés autour de ce centre en couches pentagonales successives de 5 points, 10 points, 15 points, etc. Ainsi, le n-ième pentagone centré comporte n points sur chaque rayon et sur chaque côté.

## Relation de récurrence et formule explicite
Pour tout entier n ≥ 1, le n-ième pentagone centré a un point central et n – 1 couches pentagonales régulières.
Pour tout entier n ≥ 2, la dernière couche du n-ième pentagone centré comporte 5(n – 1) points ; c'est le gnomon associé au (n – 1)-ième pentagone centré, et faisant passer au n-ième :
{\displaystyle \forall n\geq 2\quad C_{5,n}=C_{5,n-1}+5(n-1)},
si bien que le n-ième nombre pentagonal centré est 1 + 5 fois la somme des entiers de 1 à n – 1 :
{\displaystyle C_{5,n}=1+5{\frac {n(n-1)}{2}}={5n^{2}-5n+2 \over 2}.}
Le (n – 1)-ième nombre triangulaire étant Tn–1 = n(n – 1)/2, on a aussi :
{\displaystyle \forall n\geq 1\quad C_{5,n}=1+5\,T_{n-1}}.

## Exemples

Représentation du 4-ième nombre pentagonal centré.

Représentation à la fois du 5-ième nombre pentagonal centré et des cinq 4-ièmes nombres triangulaires autour de son centre.

Les cinq plus petits nombres pentagonaux centrés sont C5, 1 = 1, C5, 2 = 1 + 5 = 6, C5, 3 = 6 + 10 = 16, C5, 4 = 16 + 15 = 31 et C5, 5 = 31 + 20 = 51.
Le 5e est donc 1 plus 5 fois le 4-ième nombre triangulaire :
{\displaystyle {\begin{aligned}C_{5,5}&={\color {red}1}+{\color {orange}5}+{\color {green}10}+{\color {blue}15}+{\color {purple}20}\\&={\color {red}1}+5\left({\color {orange}1}+{\color {green}2}+{\color {blue}3}+{\color {purple}4}\right)\\&={\color {red}1}+5\,T_{4}\\&={\color {red}1}+5\times 10\\&=51.\end{aligned}}}

## Liste de nombres pentagonaux centrés, propriété de congruence
Les nombres pentagonaux centrés inférieurs à 500 sont :
1, 6, 16, 31, 51, 76, 106, 141, 181, 226, 276, 331, 391, 456 (voir la suite A005891 de l'OEIS).
Le chiffre des unités en base dix de cette suite d'entiers suit le motif 1-6-6-1.